# El brindis
El brindis es una película mexicano-chilena del año 2007, dirigida por Shai Agosin y protagonizada por el chileno Francisco Melo, la mexicana Ana Serradilla y el argentino Pepe Soriano.

## Sinopsis
La película relata la historia de Emilia, una fotógrafa mexicana que viaja a Chile a ver a su padre a quien no ha visto en mucho tiempo. En ese viaje conoce a su familia, que la recibe con hipocresía. Intentando obtener el cariño de Emilia, su padre le hace conocer a David, quien vive una crisis y le hace pasar mayor confusión en su búsqueda.

## Elenco
- Ana Serradilla es Emilia.
- Pepe Soriano es Isidoro.
- Francisco Melo es David.
- Pablo Krögh es Carlos.
- Jenny Cavallo es Nicole.
- Carmen Disa Gutiérrez es Esther.
- Maricarmen Arrigorriaga es Sofía.
- Alejandro Trejo es Rubén.
- Teresita Reyes es Sandra.
- Eduardo Burlé es León.

## Festivales
La película fue presentada en diversos festivales de cine alrededor del mundo. Siendo premiada en el Tulipanes de Estados Unidos como Mejor película y en el Festival Latino de San Diego, por el Premio del Público. 
Además fue presentada en los siguientes festivales.
- Paris L.A
- Vancouver L.A
- Mostra de Cinema Latinoamérica Lléida
- Roma Independent
- London L.A
- Huelva
- Sao Paulo
- Bogotá
- Newport Beach
- Lima
- Chicago
- Madrid Móstoles
- Ourense